# (2535) Hämeenlinna
(2535) Hämeenlinna est un astéroïde binaire de la ceinture principale d'astéroïdes.

## Description
(2535) Hämeenlinna est un astéroïde de la ceinture principale d'astéroïdes. Il fut découvert le 17 février 1939 à Turku par Yrjö Väisälä. Il présente une orbite caractérisée par un demi-grand axe de 2,24 UA, une excentricité de 0,08 et une inclinaison de 3,4° par rapport à l'écliptique.
L'astéroïde est nommé après une ville finlandaise, Hämeenlinna.

## Compléments